# نونو موريس
نونو موريس (بالبرتغالية: Nuno Miguel Barbosa Morais) (29 يناير 1984 بينفايل البرتغال - ) هو لاعب كرة قدم برتغالي، يلعب كمدافع.

## وصلات خارجية
نونو موريس على موقع قاعدة بيانات كرة القدم.إي يو (الإنجليزية)
- نونو موريس على موقع Soccerbase.com (لاعب) (الإنجليزية)
- نونو موريس على موقع Soccerway.com (الإنجليزية)
- نونو موريس على موقع عالم كرة القدم.نت (الإنجليزية)
- نونو موريس على موقع AS.com (الإسبانية)